# Beograd–Banjaluka
Beograd–Banjaluka (do leta 2017 Banjaluka–Beograd) je moška etapna kolesarska dirka, ki vsako leto aprila poteka med Beogradom v Srbiji in Banjaluki v Bosni in Hercegovini. Do leta 2017 sta potekali dve enodnevni dirki v obratni smeri Banjaluka–Beograd I in Banjaluka–Beograd II, obse sta imeli status dirke razreda 1.2 v okviru UCI Europe Toura. Od leta 2018 poteka le ena dirka v okviru UCI Europe Toura razreda 2.1 med letoma 2018 in 2022 z dvema etapama ter od leta 2023 razreda 2.2 in s štirimi etapami. Prvi zmagovalec dirke je postal Matej Gnezda, najuspešnejši v zgodovini dirke s po dvema zmagama so Marko Kump, Matej Mugerli in Jakub Kaczmarek. 

## Zmagovalci

### Beograd–Banjaluka
| Leto | Zmagovalec          | Drugi                | Tretji              |
| ---- | ------------------- | -------------------- | ------------------- |
| 2018 | Gašper Katrašnik    | Roman Majkin         | German Tivani       |
| 2019 | Paweł Franczak      | Aaron Grosser        | Attila Valter       |
| 2020 | Jakub Kaczmarek     | Martí Márquez        | Daniil Pronski      |
| 2021 | Mihkel Räim         | Justin Wolf          | Patryk Stosz        |
| 2022 | Jakub Kaczmarek     | Gianni Marchand      | Lennert Teugels     |
| 2023 | Gregor Matija Černe | Eduard Michael Grosu | Bartosz Rudyk       |
| 2024 | Piotr Pekala        | Davide Toneatti      | Mihael Štajnar      |
| 2025 | Dušan Rajović       | Paul Wright          | Nikiforos Arvanitou |

### Banjaluka–Beograd I
| Leto | Zmagovalec        | Drugi                  | Tretji                 |
| ---- | ----------------- | ---------------------- | ---------------------- |
| 2007 | Matej Gnezda      | Igor Kranjec           | Gergely Ivanics        |
| 2008 | Aldo Ino Ilešič   | Daniele Callegarin     | Emanuele Rizza         |
| 2009 | Normunds Lasis    | Rino Zampilli          | Krisztian Lovassy      |
| 2010 | Jure Zrimšek      | Maroš Kováč            | Jasuharu Nakadžima     |
| 2011 | Krisztian Lovassy | Matej Marin            | Radoslav Rogina        |
| 2012 | Marko Kump        | Luka Mezgec            | Robert Jenko           |
| 2013 | Michal Kolář      | Jan Sokol              | Matej Mugerli          |
| 2014 | Martin Otoničar   | Fabian Schnaidt        | Mattia Gavazzi         |
| 2015 | Marko Kump        | Charálampos Kastrantás | Polychrónis Tzortzákis |
| 2016 | Vitalij Buc       | Oleksandr Surutkovič   | Raman Ramanaŭ          |
| 2017 | Barnabás Peák     | Robert Jenko           | Dušan Rajović          |

### Banjaluka–Beograd II
| Leto | Zmagovalec       | Drugi             | Tretji               |
| ---- | ---------------- | ----------------- | -------------------- |
| 2007 | Žolt Der         | Jure Kocjan       | Igor Kranjec         |
| 2008 | Matej Stare      | Matej Gnezda      | Daniele Callegarin   |
| 2009 | Vladimir Kerkez  | Bálint Szeghalmi  | Boštjan Rezman       |
| 2010 | Matej Marin      | Nik Burjek        | Borislav Ivanov      |
| 2011 | Matija Kvasina   | Matej Jurčo       | Luka Mezgec          |
| 2012 | Matej Mugerli    | Marko Kump        | Riccardo Zoidl       |
| 2013 | Matej Mugerli    | Markus Eibegger   | Jan Sokol            |
| 2014 | Ivan Stević      | Georgios Bouglas  | Stefan Schäfer       |
| 2015 | Andi Bajc        | Lukas Pöstlberger | Ivan Stević          |
| 2016 | Filippo Fortin   | Vitalij Buc       | Oleksandr Surutkovič |
| 2017 | Nicola Gaffurini | Paolo Totò        | Dušan Rajović        |